# 舍夫琴科韋 (巴爾區)
48°52′27″N 27°49′54″E / 48.87417°N 27.83167°E
舍夫琴科韋（烏克蘭語：Шевченкове），是烏克蘭的村落，位於該國西南部文尼察州，由日梅林卡區負責管轄，面積1.47平方公里，海拔高度288米，2001年人口491，人口密度每平方公里365.33人。